# Sminthopsis crassicaudata
Sminthopsis crassicaudata (дунарт жирнохвостий) — вид родини сумчастих хижаків, який широко розповсюджений на значній частині західної, південної, центральної та східної Австралії. Населяє луки, чагарники, рідколісся, трапляється на сільськогосподарських угіддях. Самиці народжують від восьми до десяти дитинчат, з яких в середньому п'ять виживають. Середня довжина голови й тіла близько 83 мм, зазвичай важать 10–15 грамів. Каріотип: 2n=14. Етимологія: лат. crassus —«товстий, жирний», лат. cauda —«хвіст». Волосяний покрив від жовтувато-коричневого до коричневого кольору, а на вухах і голові є темні плями. S. crassicaudata харчується різноманітними кониками, моллю та жуками.

## Загрози та охорона
Здається, немає серйозних загроз для цього виду. Живе у великому числі охоронних територій.